# فرودگاه کیلی
فرودگاه کیلی (به انگلیسی: Kili Airport) یک فرودگاه با کد یاتا KIO است که یک باند فرود مرجان شن دارد و طول باند آن ۱۳۴۱ متر است. این فرودگاه در کشور جزایر مارشال قرار دارد و در ارتفاع ۲ متری از سطح دریا واقع شده است.

## شرکت‌های هواپیمایی و مقصدهای پروازی
| شرکت‌های هواپیمایی        | مقصدهای پروازی                       |
| ------------------------ | ------------------------------------ |
| ال‌ای‌ام موزامبیک ایرلاینز | صحرایی ارتشی بوچولز، اس جزیره مارشال |